# Magellanstrandskata
Magellanstrandskata (Haematopus leucopodus) är en sydamerikansk fågel i familjen strandskator inom ordningen vadarfåglar. Den förekommer i södra Chile och Argentina inklusive Falklandsöarna. Beståndet anses vara livskraftigt.

## Utseende
Magellanstrandskatan är en svartvit strandskata med en kroppslängd på 42–46 centimeter. Unikt för arten är en gul ring med bar hud kring ögat och vita armpennor. I övrigt har den en lång orange näbb, gult öga och gula ben. Huvud, bröst, rygg, vingar och stjärt är svarta medan undersidan är vit.

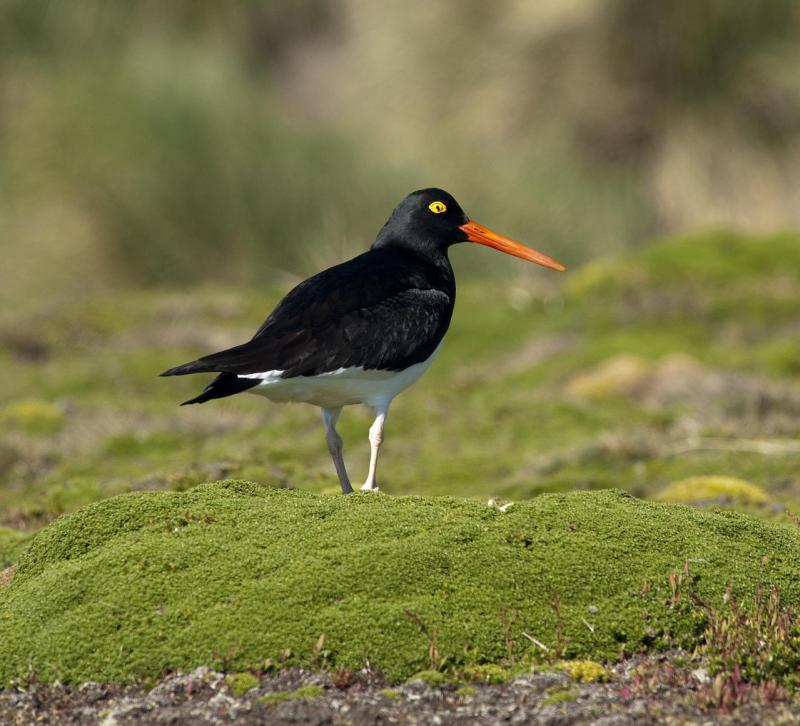
Magellanstrandskata i Falklandsöarna.

## Läte
Magellanstrandskatans läten är typiska för släktet. Spellätet är ett upprepat pipande "pee-pee". Som kontakt- och varningsläte hörs "peep" liksom ett rätt mjukt och sorgsamt "hoo-eep" eller "pee-you".

## Utbredning och systematik
Fågeln häckar från sydcentrala Chile och Argentina till Kap Horn-arkipelagen och Falklandsöarna. Den ses även i Sydgeorgien och Sydsandwichöarna, men dess status där är oklar. Den behandlas som monotypisk, det vill säga att den inte delas in i några underarter. Den har påträffats hybridisera med sydamerikansk strandskata (H. ater).

## Levnadssätt
Fågeln häckar inåt landet på grässlätter där den lever av maskar och insektslarver, men lever vid kusten utanför häckningssäsongen och födosöker där efter musslor, havsborstmaskar, krabbor och skålsnäckor.
Under häckningen använder den sig av flera strategier för att avleda uppmärksamheten från bo och ungar. En metod är att lämna boet och helt enkelt sätter sig och låtsas ruva vid någon annan plats, en annan är att resa stjärten och vingarna.

## Status
Arten har ett stort utbredningsområde och internationella naturvårdsunionen IUCN kategoriserar arten som livskraftig. Beståndsutvecklingen är dock oklar.

## Taxonomi och namn
Magellanstrandskatan beskrevs taxonomiskt som art av Prosper Garnot 1826. Dess vetenskapliga artnamn betyder "vitfotad".